# برج ۱۲۰۱ خیابان سوم
برج ۱۲۰۱ خیابان سوم، (به انگلیسی: 1201 Third Avenue Tower) آسمان‌خراش ۵۵ طبقه به ارتفاع ۲۳۵ متر، با کاربری اداری-تجاری است، که در شهر سیاتل، واشینگتن مستقر می‌باشد. پروژه ساخت این ساختمان در سال ۱۹۸۵ آغاز شد و در سال ۱۹۸۸ تکمیل و افتتاح گردید.